# 喬克托體育場
喬克托體育場（英語：Choctaw Stadium），是位於美國德州阿靈頓的一座多用途體育場，1994年完工啟用。長期做為美國職棒大聯盟德州遊騎兵主場，2019年賽季結束後，遊騎兵遷至附近新建的全球人壽球場（Globe Life Field），這座球場改建為足球與美式足球為主的體育場。2021年起，美國職業橄欖球聯盟(MLR)的新球隊達拉斯胡狼使用喬克托體育場作為球隊主場。

## 球場歷史
1994年，球場正式啟用，名為「The Ballpark in Arlington」。
2004年，改為「Ameriquest Field in Arlington」，此球場名字只使用三年。（擁有命名權的Ameriquest Mortgage公司在金融海嘯中倒閉了）
2007年，球場再度更名為「Rangers Ballpark in Arlington」。
2014年，球場第四度更名為「Globe Life Park in Arlington」。
2021年8月，喬克托賭場及度假村（Choctaw Casinos & Resorts）購得冠名權，更名為「Choctaw Stadium」。

## 球場風格
『阿靈頓棒球場』有許多老球場的復古風元素。右外野雙層看台是取材自舊老虎球場、遙遠的大螢幕則源於芬威球場、上層看台屋頂的白色楣柱則是源自舊洋基球場、不規則多角度的外野是參考布魯克林道奇隊的艾比茲球場、城堡外觀的高聳拱門群則參考芝加哥白襪的老柯米斯基球場。
球場本壘側的聯外道路則取名為「萊恩快速道路」，球場內的中外野全壘打牆外的兒童遊樂區則豎立了萊恩的銅像。
右外野下方設有「傳奇棒球博物館」，展示了棒球名人堂的收藏，這也是古柏鎮以外最大的展示處。
球場內更有以棒球為數理、歷史教材的「兒童學習中心」，中外野座位的後方則是「野餐區」和「兒童棒球遊樂區」。

## 外部連結
- 阿靈頓棒球場官方網站 （页面存档备份，存于）
- 谷歌地圖 - 阿靈頓棒球場